# GKS Górnik Łęczna
A GKS Górnik Łęczna egy labdarúgócsapat Łęcznában, Lengyelországban, jelenleg a lengyel labdarúgó-bajnokság élvonalában szerepel.
Hazai mérkőzéseiket a 7500 fő befogadására alkalmas Stadion Górnikban játsszák.

## Története
A klubot 1979-ben alapították. 2003 és 2007 között már szerepeltek az első osztályban, ezt követően viszont hirtelen a harmadosztályban találták magukat. Egy év után a 2007–2008-as szezonban feljutottak a másodosztályba, majd 6 évvel később a 2013–14-es szezon végén ismét visszajutottak az élvonalba.

## Sikerei
- Lengyel másodosztály
  - 2. hely (1): 2013–14

## Jelenlegi keret
2014. július 21. állapotoknak megfelelően.
| #  |     | Poszt | Név                    |
| -- | --- | ----- | ---------------------- |
| 1  | CRO | K     | Silvio Rodić           |
| 2  | SVK | V     | Patrik Mráz            |
| 4  | SRB | KP    | Veljko Nikitović (csk) |
| 5  | POL | KP    | Paweł Zawistowski      |
| 6  | POL | V     | Paweł Sasin            |
| 7  | POL | KP    | Tomasz Nowak           |
| 9  | POL | CS    | Sebastian Szalachowski |
| 10 | POL | CS    | Paweł Buzała           |
| 12 | POL | K     | Sergiusz Prusak        |
| 13 | POL | K     | Paweł Socha            |
| 15 | POL | KP    | Grzegorz Bonin         |
| 16 | POL | KP    | Wojciech Kalinowski    |
| 17 | POL | KP    | Radosław Pruchnik      |

| #  |     | Poszt | Név                    |
| -- | --- | ----- | ---------------------- |
| 18 | POL | KP    | Przemysław Kaźmierczak |
| 19 | SVK | KP    | Miroslav Božok         |
| 20 | SVK | V     | Lukáš Bielák           |
| 21 | POL | V     | Bartosz Wiązowski      |
| 22 | POL | V     | Łukasz Mierzejewski    |
| 23 | POL | V     | Maciej Szmatiuk        |
| 24 | CRO | V     | Tomislav Božić         |
| 25 | POL | V     | Marcin Kalkowski       |
| 44 | LAT | KP    | Nikolajs Kozačuks      |
|    | LTU | KP    | Fedor Černych          |
|    | SRB | KP    | Marko Bajić            |
|    | POL | KP    | Patryk Burzyński       |

### Ismertebb játékosok
| Lengyelország - Andrzej Bledzewski (2005–2006) - Grzegorz Bronowicki (1997–2000, 2001–2005, 2009–2010) - Tomasz Brzyski (2005) - Adrian Budka (2005) - Sylwester Czereszewski (2003–2004) - Jarosław Góra (1997–1998) - Rafał Kaczmarczyk (2005–2006) - Przemysław Kaźmierczak (2002,2014) - Andrzej Kubica (2005-2007) - Cezary Kucharski (2004–2006) - Tomasz Lisowski (2006–2007) - Łukasz Madej (2005) - Paweł Magdoń (2010–2012) - Tomasz Nowak (2011) - Mariusz Pawelec (2003–2007) | - Tomasz Sokołowski (2005–2006) - Przemysław Tytoń (2005–2007) - Grzegorz Wędzyński (2004–2006) - Jakub Wierzchowski (1996–1997, 2008–2012) - Tomasz Zahorski (2007) Bulgária - Daniel Bozhkov (2010–2011) Burkina Faso - Préjuce Nakoulma (2008–2010, 2011) Macedónia - Alekszandar Bajevszki (2006–2007) - Dejan Milošeski (2010-2011) |

## Külső hivatkozások
- Hivatalos web-oldal Archiválva 2014. október 10-i dátummal a Wayback Machine-ben
- Szurkolói portál
- GKS Górnik Łęczna (90minut.pl)